# Thomas (Perche)
Thomas (* um 1193; † 20. Mai 1217 bei Lincoln) war Graf von Le Perche.
Er war ein Sohn des Grafen Gottfried III. († 1202) und der Mathilde (Richenza) von Sachsen.

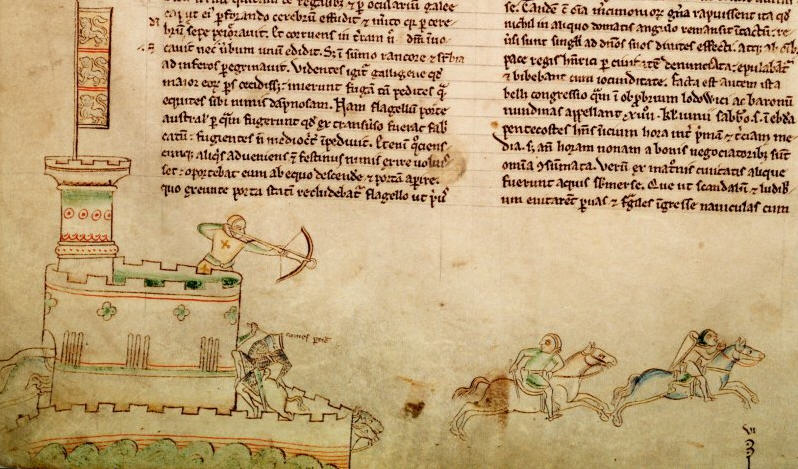
Die Schlacht von Lincoln 1217
(Darstellung aus der Chronica Majora des Matthäus Paris, 13. Jahrhundert)

Wie schon sein Vater war Thomas ein Anhänger König Philipps II. von Frankreich im Kampf gegen Johann Ohneland von England. Mit seinem Stiefvater, Enguerrand III. de Coucy, kämpfte er 1214 siegreich in der Schlacht bei Bouvines.
Im Jahr 1216 begleitete Thomas den französischen Kronprinzen Ludwig den Löwen auf die britische Insel, um dort für den Prinzen um die englische Krone zu kämpfen. Dabei wurde Thomas von dem Prinzen 1217 mit dem Oberbefehl über ein Heer betraut, mit dem es ihm gelang die führenden Anhänger des Kindkönigs Heinrich III. in der Burg von Lincoln einzuschließen. Der Prinz selbst nahm unterdessen die Belagerung von Dover auf. Thomas gelang es aber nicht Lincoln einzunehmen, was dem Gegner die Zeit gab ein Entsatzheer unter der Führung des alten William Marshal heranzuführen. In der darauffolgenden Schlacht vor der Stadt wurde Thomas getötet, angeblich durch einen tödlichen Lanzenstoß aus einem direkten Zweikampf mit William Marshal selbst. Die Niederlage von Lincoln beendeten die Ambitionen des Prinzen Ludwig auf die englische Krone, noch im selben Jahr zog er sich von der Insel zurück.
Thomas war verheiratet mit Helisende von Rethel, einer Tochter des Grafen Hugo II. von Rethel. Da sie keine Kinder hatten folgte ihm sein Onkel, Bischof Wilhelm von Châlons, als Graf von Le Perche nach.

## Einzelnachweis
1. ↑  Matthäus Paris, Chronica Majora, hrsg. von Henry Richards Luard in: Rolls Series 57 (1876), Vol. 3, S. 21–22

## Weblink
- Die Grafen von Le Perche (franz.)

| Vorgänger      | Amt                          | Nachfolger |
| -------------- | ---------------------------- | ---------- |
| Gottfried III. | Graf von Le Perche 1202–1217 | Wilhelm    |

| Personendaten    | Personendaten        |
| ---------------- | -------------------- |
| NAME             | Thomas               |
| ALTERNATIVNAMEN  | Thomas von Le Perche |
| KURZBESCHREIBUNG | Graf von Le Perche   |
| GEBURTSDATUM     | um 1193              |
| STERBEDATUM      | 20. Mai 1217         |
| STERBEORT        | Lincoln              |